# NGC 6373
NGC 6373 é uma galáxia espiral barrada (SBc) localizada na direcção da constelação de Draco. Possui uma declinação de +58° 59' 43" e uma ascensão recta de 17 horas, 24 minutos e 08,0 segundos.
A galáxia NGC 6373 foi descoberta em 13 de Junho de 1885 por Lewis A. Swift.